# Horisme suffusa
Horisme suffusa là một loài bướm đêm trong họ Geometridae.